# Palača Te
Palača Te, tudi Tejetska palača (italijansko Palazzo Te) stoji v predmestju Mantove v Italiji. Zgrajena je bila v manierističnem arhitekturnem slogu in je priznana mojstrovina Giulia Romana. Znameniti arhitekt jo je zgradil okoli leta 1524 za mantovskega markiza Federica II. Gonzago, ki si jo je zamislil kot predmestno vilo za oddih in uživanje po zgledu rimske vile Farnesine. V palači so številna umetniška dela in je danes, zahvaljujoč tudi donaciji Arnolda Mondadorija, muzej znan tudi po zbirki mezopotamske umetnosti.
Uradno sodobno ime in daleč najpogostejše ime je Palazzo Te in ne Palazzo del Te, kot jo je imenoval Vasari.

## Zgodovina
Tejetska palača je bila zgrajena med letoma 1524 in 1534. Gonzaga se je leta 1524 odločil za gradnjo palače za prosti čas. Izbran je bil družinski hlev na otoku Te na obrobju močvirja tik pred mestnim obzidjem Mantove.
Prvi dokaz za obstoj stavbe je iz leta 1526, ko je bila omenjena gradnja v bližini mesta, med jezeri, ob cerkvi in palači svetega Boštjana.
Območje sredi močvirja in jezera so očistili in Francesco II. ga je izbral za svoj ugledni in ljubljeni kraj za treniranje konj. Ko je Federico II. po očetovi smrti postal vladar Mantove, se je odločil, da bo otok kraj za uživanje in sprostitev ter slovesne sprejeme znanih gostov, kamor bo lahko skupaj s svojo ljubico Isabello Boschetti pobegnil pred vsakodnevnimi nalogami.
Bil je navajen prelepih rimskih vil, zato je poiskal velikega arhitekta in slikarja Giulia Romana in njegove sodelavce, tudi Raffaellina del Colleja, s katerim je delal v Rimu kot Rafaelov učenec. Z različnimi arhitekturnimi elementi z naravnimi viri, ki so bili na območju na voljo, so okrasili sobe in fasade, arhitekt pa se je izkazal s svojo domišljijo in spretnostjo pri gradnji palače.
Drugi slikarji, ki so sodelovali v palači, so: Raffaele Albarini, Giorgio Anselmi, Francesco Primaticcio, Fermo Ghisoni, Giovan Francesco Penni, Gerolamo Staffieri, Benedetto Pagni, Rinaldo Mantovano, Giovan Battista Mantovano.
Za uradno slovesno odprtje palače je leta 1530 cesar Karel V. tukaj preživel ves dan; ob tej priložnosti je Federicu II. Gonzagi podelil naslov vojvoda, ker so bili do takrat člani družine Gonzaga le markizi.

## Opis
Ovoj palače je bil postavljen v 18 mesecih. V bistvu je kvadratna hiša zgrajena okrog dvorišča, podobnega križnemu hodniku. Hišo je dopolnjeval vrt. Obkrožale so ga kolonade z gospodarskimi objekti, ki jih je končala polkrožna kolonada, eksedra.
Tako kot pri vili v Rimu je primestna lega dopuščala mešanje arhitekture palače in vile. Štiri zunanja pročelja imajo ravne pilastre proti rustikalnim zidovom, načrtovanje in razporeditev oken in drugih zunanjih odprtin stavbe kažeta, da je prvo nadstropje v pritličju z zgornjim drugim nadstropjem. Vzhodna fasada se razlikuje od drugih treh, saj ima palladijske motive na svojih pilastrih in odprto ložo v središču, ne pa loka na dvorišču. Fasade niso tako simetrične, kot se pojavljajo, razponi med stebri pa so nepravilni. Središče severne in južne fasade prebadajo dvonadstropni oboki brez portika ali pedimentov, preprosto so prekrita pot do notranjega dvorišča.
Nekaj oken gleda na notranje dvorišče; kolonadne stene so na vseh straneh okrašene z globokimi nišami in slepimi okni, vmesne površine pa imajo lomljen in bleščeč omet (spezzato), kar daje površinam življenje in globino.
Ko je bila lupina stavbe dokončana, je skupina plastikov, rezbarjev in slikarjev fresk delala deset let, dokler ni bila celotna površina v ložah ali salonih dokončana. Pod vodstvom Giulia Romana so se lokalni dekorativni slikarji, kot sta Benedetto Pagni in Rinaldo Mantovano, temeljito ukvarjali s freskami. Še danes so najpomembnejša značilnost palače. Teme so vse od olimpskih gostij v dvorani Amorja in Psihe do stiliziranih konj v dvorani konjev do najbolj nenavadnih od vseh, velikanov in grotesk, ki povzročajo kaos, besnijo in uničujejo okoliške stene v dvorani velikanov.
Ko so bile te veličastne sobe opremljene, so dopolnjevale vojvodski dvor družine Gonzaga ter omogočale zabavo številnim najslavnejšim osebam, kot je bil cesar Karel V., ki je ob obisku leta 1530 povzdignil gostitelja markiza Federica II. Gonzago lostv vojvodo Mantove.
Eden najbolj osupljivih delov izgubljenega obdobja palače sta majhno stanovanje z intimnimi prostori, razporejenimi okoli jame, in pokrit balkon (loggette), na katerem so se dvorjani kopali pod majhnim slapom, katerega voda je pljuskala čez prodnike in školjke v tleh in na stenah.
Med nasledstveno vojno (1628–31) je julija 1630 Mantovo in palačo tri dni plenila cesarska vojska 36.000 vojakov najemnikov. Preostalo prebivalstvo je postalo žrtev ene najhujših epidemij bubonske kuge v zgodovini, ki so jo napadalci prinesli s seboj. Palača je bila oplenjena od vrha do tal in je ostala le prazna školjka.
V palači je danes mestni muzej (Museo Civico del Palazzo Te). Zahvaljujoč donaciji založnika Arnolda Mondadoriju je v njem tudi zbirka mezopotamske umetnosti.

## Muzej
Med špansko zasedbo, francosko, avstrijsko in različnimi vojnami so bili vrtovi v palači uporabljeni kot vojašnice in taborišča za vojake, ki so plenili dvorane in uničevali kipe (na stenah sobe velikanov so še vedno vidni grafiti in gravure z imeni in datumi veličastne preteklosti). Posest vile družine Gonzaga je po kratkem obdobju Napoleonove prevlade, avstrijske vlade do leta 1866, prešla v last italijanske države. Leta 1876 je bila stavba v lasti občine Mantova. Po številnih obnovah palača danes s svojimi dvoranami in vrtovi predstavlja ustvarjalnost Giulia Romana ter kaže, kako pomemben je bil dvor družine Gonzaga. Z oranžerijo, kjer so gojili pomaranče in limone, so ustvarili velik kombiniran prostor občasnih razstav. Nadaljnji namen mestne uprave je bil v palačo umestiti vsaj del javnih zbirk. Štiri razstavljene zbirke so:
Gonzagov oddelek
V njem so predmeti, povezani z zgodovino družine Gonzaga v Mantovi (1328–1707): numizmatična zbirka, sestavljena iz 595 kovancev mantovske kovnice, starodavne serije uteži in mere države Mantova, zbirka 62 medalj članov družine Gonzaga in znanih Mantovčanov.
Donacija Arnolda Mondadorija
Zbirka je sestavljena iz 19 slik Federica Zandomeneghija (1841-1917) in 13 slik Armanda Spadinija (1883–1925), ki jih je zbral Arnoldo Mondadori in leta 1974 podaril Mantovi.
Egipčanska zbirka Giuseppeja Acerbija
Giuseppe Acerbi (1773–1846), generalni konzul Avstrije v Egiptu, je leta 1829 sodeloval pri nekaterih izkopavanjih slavne arheološke skupine, ki jo je vodil Jean-François Champollion. Predstavljena je pomembna zbirka arheoloških predmetov, 500 kosov, ki so jih leta 1840 podarili mestu Mantova. Zdaj je zbirka v celoti razstavljena v tej palači.
Mezopotamska zbirka Uga Sisse
Zbirko, ki jo je uredil Ugo Sissa, arhitekt in slikar Mantove (1913–1980), glavni arhitekt v Bagdadu med letoma 1953 in 1958, sestavlja približno 250 predmetov mezopotamske umetnosti iz konca 6. tisočletja pred našim štetjem in konca 1. tisočletja pred našim štetjem.

## Galerija
- Loža
- Notranja fasada
- Casino della Grotta
- Padec velikanov